# هائوشکا
فولکر برتِلمان (آلمانی: Volker Bertelmann؛ زادهٔ ۱ ژانویهٔ ۱۹۶۶) با نامِ هنریِ هائوشکا (آلمانی: Hauschka) یک نوازنده پیانو، آهنگساز و موسیقی‌دان برنده جایزه اسکار اهل آلمان است.
از فیلم‌ها یا مجموعه‌های تلویزیونی که وی در آن‌ها نقش داشته است، می‌توان به شیر و در جبهه غرب خبری نیست اشاره نمود.